# Bernardo I di Cerdanya
Bernardo, Bernard in francese, Bernat in catalano, Bernardo in spagnolo, in portoghese e in galiziano, Bernardus in latino (970 circa – Provenza, autunno 1020), fu Conte di Besalú, dal 988 alla sua morte.

## Origine
Bernardo, sia secondo il Gesta Comitum Barchinonensium, sia secondo lo storico catalano Pròsper de Bofarull i Mascaró, nel suo Los condes de Barcelona vindicados, Tome I, era il figlio maschio secondogenito del Conte di Cerdanya, di Conflent e di Besalú, Oliba Cabreta e di Ermengarda d'Empúries (?-dopo il gennaio 995, data in cui compare citata in un documento) di cui non si conoscono gli ascendenti, come conferma il Bofarull.

Oliba Cabreta, secondo il Gesta Comitum Barchinonensium, era il figlio maschio terzogenito del Conte di Cerdanya, di Conflent e di Besalú, Miró II e di Ava (?-prima del 26 febbraio 961, data in cui secondo Pròsper de Bofarull i Mascaró, Ava risultava defunta), che, secondo alcuni storici figlia del conte Fedele di Ribagorza.

La penisola iberica nella prima metà del X secolo. La marca di Spagna è vassallo del regno di Francia

## Biografia
Bernardo lo troviamo citato in documento, per la prima volta, assieme alla madre, Ermengarda d'Empúries (Ermengardæ comitissæ et filio eis Bernardo) nel documento n° XXIII della España sagrada . Tomo XLIII, inerente ad una lettera datata 977, dello zio, Mirò, conte della Cerdanya, di Conflent e di Besalú e anche vescovo di Gerona (Miro ejus nutu Comes atque Episcopus).
Bernardo lo troviamo ancora citato, assieme ai fratelli, Goffredo e Oliva (Bernardus prolis, Wifredus prolis, Oliba prolis) nel documento n° 5 del Diplomatari i escrits literaris de l'abat i bisbe Oliba, datato 981, inerente ad una donazione fatta dai genitori (Oliba comes et coniux mea Ermengards).
Secondo il Bofarull, suo padre, Oliba, nel 988, andò a Montecassino e indossò l'abito talare, dopo aver abdicato, lasciando la contea di Besalú a Bernardo, la Contea di Cerdanya a Goffredo e la contea di Berga a Oliva.

Prima di lasciare la Catalogna, Oliba fece un'offerta affinché i suoi figli fossero sotto la protezione di papa Giovanni XV.
Il Bofarull riporta che Oliba morì nel 990 e fu tumulato a Montecassino; la morte nel 990 viene confermata sia dal Chronicon alterum Rivipullense (990. Obiit Olibanus Capreta comes), sia dalle Gesta Comitum Barchinonensium.

Venuta a conoscenza della morte di suo padre, Oliba, sua madre, Ermengarda, assieme a suo fratello, Oliva fece una donazione in suffragio dell'anima del marito (Ermengardis, gratia Dei comitissa, cum suo prole Olibane).
Nel 997, Bernardo, assieme alla moglie, Toda (Bernardus comes et uxor mea Tota), fece una donazione al monastero di Santa Maria di Ripoll, come riporta il documento n° CXLV della Marca Hispanica sive Limes Hispanicus.
Secondo il documento n° 10 del Un cartoral de la canònica agustiniana de Santa Maria del castell de Besalú (segles X-XV), Bernardo nel 1000, assieme alla moglie, Toda (Bernardus comes et uxori mee…Tota que vocant Azalatz), fece una donazione alla chiesa di Santa Maria del castello di Besalú.
Nel 1001, Bernardo (Bernardo comite), acquistò una vigna, come riporta il documento n° 1 del DIPLOMATARI DEL MASDÉU, vol. II.
tra il 1002 ed il 1003, Bernardo comandò la difesa della frontiera sud-orientale contro gli attacchi di Abd al-Malik al-Muzaffar, il primo ad Albesa (Noguera), dove morí suo fratello Berengario, vescovo di Elna, ed il secondo poco dopo, nel 1003, a Torà (Segarra).
Nel 1005, Bernardo e la moglie, Toda chiamata anche Adalez (Bernardus gratia Dei chomes et uxori se Tota que vocant Adalez, chomitissa), fecero una vendita, come riporta il documento n° 7 del Diplomatari del monestir de Sant Joan de les Abadesses.
Il documento n° MMCLXVI della Colección diplomática del Condado de Besalú, Tome XV, datato 1006, riporta la vendita di una proprietà nella contea di Osona, fatta da Bernardo e la moglie, Toda chiamata anche Adalez (Bernardus gratia Dei chomes et uxori se Tota que vocant Adalez).
Nel 1010, Bernardo partecipò alla spedizione catalana nel califfato di Cordova, per appoggiare il califfo Muhammad II ibn Hisham.
Il documento n° MMCLXX della Colección diplomática del Condado de Besalú, Tome XV, datato 1011,riporta la donazione del castello di Tautavel (castellum quem dicunt Talteuul), fatta da Bernardo (Bernardus gratia Dei comes) al figlio primogenito Guglielmo (filio meo Guillelmo), sottoscritta da suo fratello, Oliva (Oliba vice comes).
Nel 1011, Bernardo si recò a Roma, da papa Sergio IV, per il monastero di Saint-Paul-de-Fenouillet, da lui fondato.
Nel 1012, Bernardo, la moglie, chiamata Adalez e il figlio primogenito, Guglielmo (Bernardus gratia Dei comes et eius conniunx nomine Adalez prolique eorum Wielmo) fecero una donazione alla chiesa di Santa Maria del castello di Besalú, come riporta il documento n° 9 del Un cartoral de la canònica agustiniana de Santa Maria del castell de Besalú (segles X-XV).
Durante l’inverno del 1016-1017, Bernardo si recò nuovamente a Roma, da papa Benedetto VIII, per ottenere sia l’espulsione dei monaci di Sant Joan de les Abadesses, dove era badessa sua sorellastra Ingelberga, che, per avere il vescovado a Besalú.
Nel 1017, Bernardo (Bernardus gratia Dei comes), confermò una proprieta al vescovo di Besalù, come riporta il documento n° CLXXVII della Marca Hispanica sive Limes Hispanicus, controfirmato dalla moglie Toda (Totæ comitissæ) e dal figlio, Guglielmo (Vuillelmi).
Nel 1017, Bernardo, dopo la morte del conte Raimondo Borrell di Barcellona, si adoperò per dirimere una questione sorta tra la vedova la contessa Ermesinda di Carcassonne e il conte Ugo I di Empúries, circa la proprietà di Ullastret.
Nel 1018, Bernardo, la moglie, Toda, chiamata Adalez e il figlio primogenito, Guglielmo (Bernardus gratia Dei comes et uxor mea Tota comitissa que vocatur Adalet et filius meus Wielmus) fecero un'altra donazione alla chiesa di Santa Maria del castello di Besalú, come riporta il documento n° 12 del Un cartoral de la canònica agustiniana de Santa Maria del castell de Besalú (segles X-XV).
Nel 1019, Bernardo assieme al fratello Goffredo (dompno Bernardo comite et fratre suo dompno Gifredo), presenziò a un giudizio per l'assegnazione di una chiesa del Conflent, come riporta il documento n° MMCLXXIV della Colección diplomática del Condado de Besalú.
Secondo il Chronicon alterum Rivipullense, Bernardo morì nel 1020 (1020. obiit Bernardus comes); il Gesta Comitum Barchinonensium riporta che Bernardo morì in Provenza, annegando nell'attraversamento del Rodano mentre si recava al matrimonio del suo primogenito, Guglielmo, che gli succedette nella contea di Besalù.

Nel mese di ottobre, prima di partire, Bernardo aveva fatto testamento, dove ricorda la moglie, Toda, tutti i figli e i due fratelli, Goffredo e Oliva; il testamento è riportato sia dal documento n° 65 del Diplomatari i escrits literaris de l'abat i bisbe Oliba, che dal documento n° XIX della España Sagrada, tomo XLV.

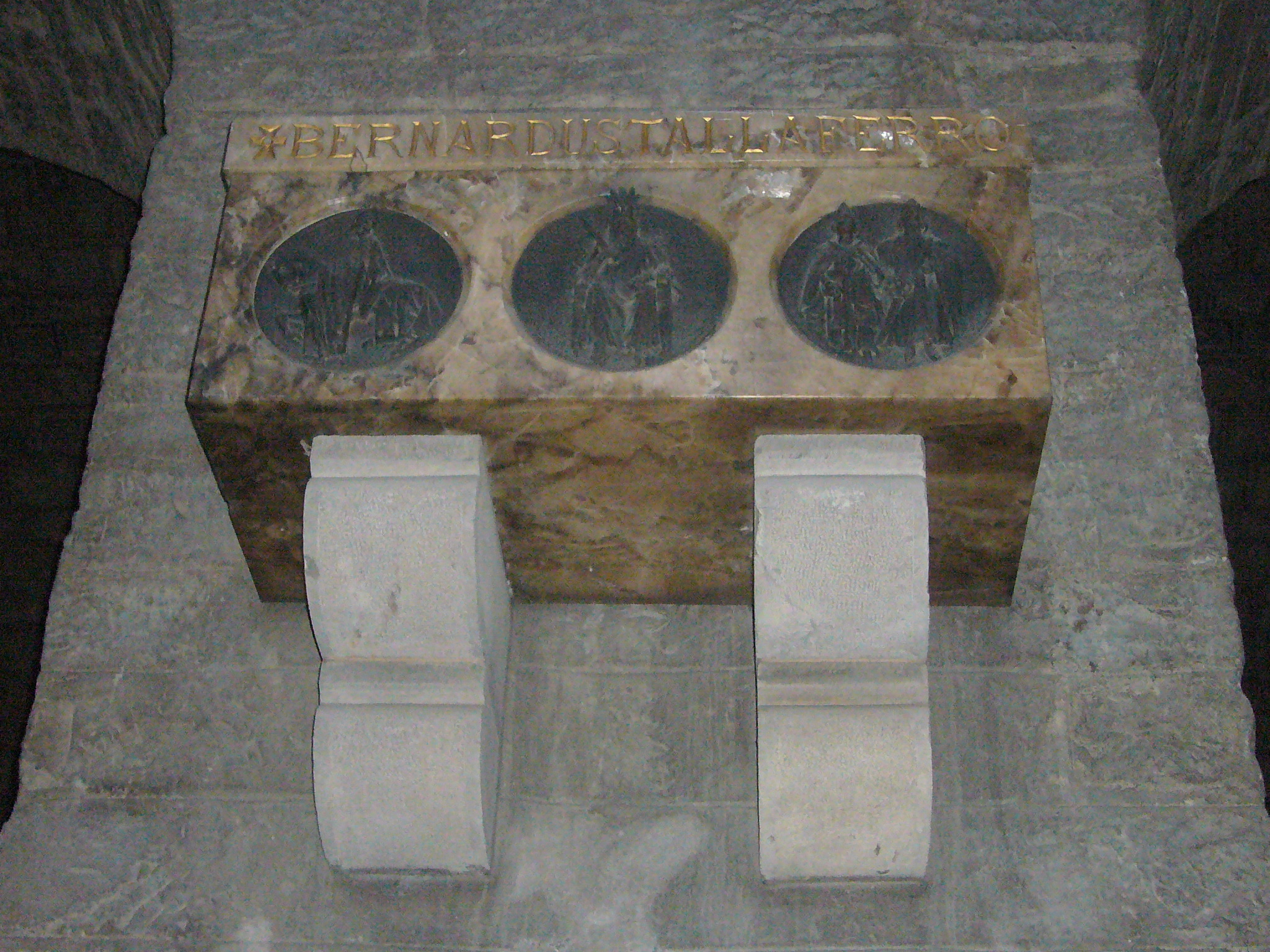
Sepolcro contenente le spoglie di Bernardo Tagliaferro, nel monastero di Santa Maria di Ripoll

## Matrimonio e discendenza
Verso il 992, Bernardo aveva sposato Toda di Provenza, che secondo le Europäische Stammtafeln, volume II, tavola 187 (non consultato), era figlia del conte d'Avignone, conte di Provenza e marchese di Provenza, Guglielmo I e della prima moglie, Arsenda di Comminges; seconda altri invece era figlia del duca di Guascogna, Guglielmo Sánchez e di Urraca di Pamplona.

Il matrimonio viene confermato da diversi documenti in cui Toda, detta anche Aleide viene citata col marito ed è citata nel testamento di Bernardo, di cui fu anche testimone (Tota comitissa).

Bernardo da Toda ebbe otto figli:
- Guglielmo († 1052), Conte di Besalú[26]
- Goffredo († 1054), vescovo di Besalú e Carcassonne
- Ugo († dopo il 1020),
- Berengario († dopo il 1033),
- Adelaide († dopo il 1020), sposata con il conte d'Empuries, Ponzio I (?-1078);
- Garsenda († dopo il 1067), sposata con il visconte di Narbona, Berengario I (979-1067), come conferma il documento n° 179, delle Preuves de l'Histoire générale de Languedoc: avec des notes et les pièces, Volume 5, quando il visconte Berengario ricevette l'omaggio di un feudatario assieme alla madre, Riccarda e alla moglie, Garsenda (Berengarium vicecomitem filius qui fuit Richardis vicecomitissæ neque uxorem eius Garsindem filia quæ fuit Totæ comitissæ)[31];
- Costanza Velasquita († dopo il 1020), sposata con il conte di Urgell, Ermengol II (?-1038)
- Enrico († dopo il 1020). Si presume che da lui nasce Guglielmo, da cui Roberto d’Embrun, fondatore del Casato dei Paternò[32]

### Fonti primarie
- (LA)  Rerum Gallicarum et Francicarum Scriptores, Tomus IX.
- (LA)  Viage literario a las iglesias de España. Tomo 5.
- (LA)  Rerum Gallicarum et Francicarum Scriptores, Tomus XI.
- (LA)  Colección diplomática del Condado de Besalú, tomus XV.
- (LA)  España Sagrada Tomo XLIII.
- (LA)  Marca Hispanica sive Limes Hispanicus.
- (LA)  Un cartoral de la canònica agustiniana de Santa Maria del castell de Besalú (segles X-XV) Archiviato il 18 maggio 2021 in Internet Archive..
- (LA)  DIPLOMATARI DEL MASDÉU, vol. II Archiviato il 28 aprile 2021 in Internet Archive..
- (LA)  Diplomatari i escrits literaris de l'abat i bisbe Oliba.
- (LA)  Diplomatari del monestir de Sant Joan de les Abadesses Archiviato il 28 aprile 2021 in Internet Archive..
- (LA)  Colección diplomática del Condado de Besalú, tomus XII.
- (LA)  Histoire générale de Languedoc avec notes et pièces justificatives, Volume 5.

### Letteratura storiografica
- Rafael Altamira, Il califfato occidentale, in «Storia del mondo medievale», vol. II, 1999, pp. 477–515.
- René Poupardin, I regni carolingi (840-918), in «Storia del mondo medievale», vol. II, 1999, pp. 583–635.
- Louis Alphen, Francia: gli ultimi Carolingi e l'ascesa di Ugo Capeto (888-987), in <<Storia del mondo medievale>>, vol. II, 1999, pp. 636–661
- (ES)  Bofarull i Mascaró, Los condes de Barcelona vindicados, Tome I.
- (ES)  Cronica universal del principado de Cataluña, Volumen 7.